# Championnat de Bahreïn de football 1994-1995
Navigation
Saison 1984-1985 Saison 1997-1998
La saison 1994-1995 du Championnat de Bahreïn de football est la trente-neuvième édition du championnat national de première division à Bahreïn. Les dix meilleures équipes du pays sont regroupées au sein d'une poule unique où elles s'affrontent deux fois, à domicile et à l'extérieur. En fin de saison, le dernier du classement est relégué et remplacé par la meilleure équipe de deuxième division.
C'est Al Muharraq Club qui remporte la compétition, après avoir terminé en tête du classement final, avec trois points d'avance sur le Riffa Club et cinq sur le tenant du titre, East Riffa. C'est le vingt-troisième titre de champion de Bahreïn de l'histoire du club, qui réussit même le doublé grâce à sa victoire en finale de la Coupe de Bahrein face à Al Wahda Club.

## Les clubs participants
- Al Muharraq Club
- Riffa Club
- East Riffa
- Manama Club
- Al Qadisiya
- Jad Hafs FC
- Al-Ahli Club
- Bahrain Club
- Budaiya Club
- Al Wahda Club

## Compétition

### Classement
Le classement est établi sur le barème de points classique (victoire à 2 points, match nul à 1, défaite à 0).
| Rang | Équipe            | Pts | J  | G  | N | P  | Bp | Bc | Diff |
| ---- | ----------------- | --- | -- | -- | - | -- | -- | -- | ---- |
| 1    | Al Muharraq ClubC | 27  | 18 | 11 | 5 | 2  | 29 | 16 | +13  |
| 2    | Riffa Club        | 24  | 18 | 10 | 4 | 4  | 22 | 12 | +10  |
| 3    | East RiffaT       | 22  | 18 | 9  | 4 | 5  | 34 | 21 | +13  |
| 4    | Bahrain Club      | 20  | 18 | 7  | 6 | 5  | 27 | 18 | +9   |
| 5    | Al Wahda Club     | 20  | 18 | 7  | 6 | 5  | 18 | 14 | +4   |
| 6    | Al-Ahli Club      | 18  | 18 | 9  | 0 | 9  | 22 | 19 | +3   |
| 7    | Al Qadisiya       | 17  | 18 | 7  | 3 | 8  | 19 | 22 | -3   |
| 8    | Budaiya Club      | 16  | 18 | 4  | 8 | 6  | 11 | 16 | -5   |
| 9    | Jad Hafs FC       | 10  | 18 | 3  | 4 | 11 | 9  | 33 | -24  |
| 10   | Manama Club       | 6   | 18 | 2  | 2 | 14 | 16 | 36 | -20  |

|  | Qualification pour la Coupe d'Asie des clubs champions 1995-1996         |
|  | Qualification pour la Coupe des Coupes 1995-1996                         |
|  | Relégation en deuxième division                                          |
|  | T : Tenant du titre C : Vainqueur de la Coupe du Bahreïn P : Promu de D2 |

## Bilan de la saison
| Championnat de Bahreïn de football 1994-1995                        |                              |
| Champion                                                            | Al Muharraq Club (23e titre) |
| Coupes et trophées                                                  |                              |
| Vainqueur de la Coupe de Bahreïn 1994-1995                          | Al Muharraq Club             |
| Qualifications continentales                                        |                              |
| Coupe d'Asie des clubs champions 1995-1996                          | Al Muharraq Club (forfait)   |
| Coupe des Coupes 1995-1996                                          | Al Wahda Club                |
| Promotions et relégations                                           |                              |
| Promus en Bahraini Premier League                                   | Inconnu                      |
| Relégués en Championnat de Bahreïn de football de deuxième division | Manama Club                  |